# Le Chaudron
Cet article concerne le quartier de Saint-Denis de la Réunion. Pour la salle de sports du Portel, voir Le Chaudron (salle). Pour les homonymes, voir Chaudron.
Le Chaudron est un quartier de Saint-Denis, le chef-lieu de l'île de La Réunion. Établi autour de l'ancien domaine du Chaudron, le quartier est l'un des plus populaires de l'île, ainsi que l'un des plus peuplés, avec environ 40 000 habitants. Réuni avec Sainte-Clotilde au sein d'un seul quartier prioritaire, il est connu pour les émeutes très violentes qui ont marqué son histoire récente.
Comme les autres villes de La Réunion, Saint-Denis et ce quartier sont fortement touchés par le chômage. La ZUS formée par le Chaudron, Moufia, Cerf et Sainte-Clotilde comptait en 1999, 37,9 % de chômeurs.

## Histoire

### L'habitation agricole coloniale
En 1815, une usine de sucre est construite sur l'habitation agricole du Chaudron.

### Urbanisation
Le quartier est né dans le cadre de la lutte contre les bidonvilles, en application notamment de la loi du 15 décembre 1964 proposée par Michel Debré, alors député de la Réunion. En mai 1965, le député pose la première pierre du quartier.

### Émeutes
L'histoire du quartier est marquée par les événements du Chaudron, émeutes déclenchées par la saisie des émetteurs de la télévision pirate Télé Free-DOM. Huit morts sont à déplorer.
Ces événements ont participé à l'histoire de l'île tout entière, puisqu'ils ont momentanément donné lieu à des initiatives de la métropole pour faire baisser le taux de chômage du département. En 2012, le quartier est à nouveau en proie à des émeutes. Fin janvier 2014, les forces de l'ordre sont à nouveau opposées à des groupes de jeunes. La nuit est marquée par des vols, des échanges de pierres et de gaz lacrymogènes, ainsi qu'une voiture brûlée.

## Un lieu de mémoire dans le quartier: le cimetière la peste
À une centaine de mètres de « Bastian », on devine sous les tamariniers, un petit cimetière abandonné. La vingtaine de croix encore debout ne portent plus ni nom, ni date. Seule une croix sur une tombe à l'entrée, rappelle une époque. On y lit 1919, année de la dramatique grippe espagnole.

## Équipements
- Centre météorologique régional spécialisé cyclones de La Réunion
- Parc des expositions et des congrès de Saint-Denis
- Piscine du Chaudron
- Zoo de Saint-Denis, fermé depuis 2006

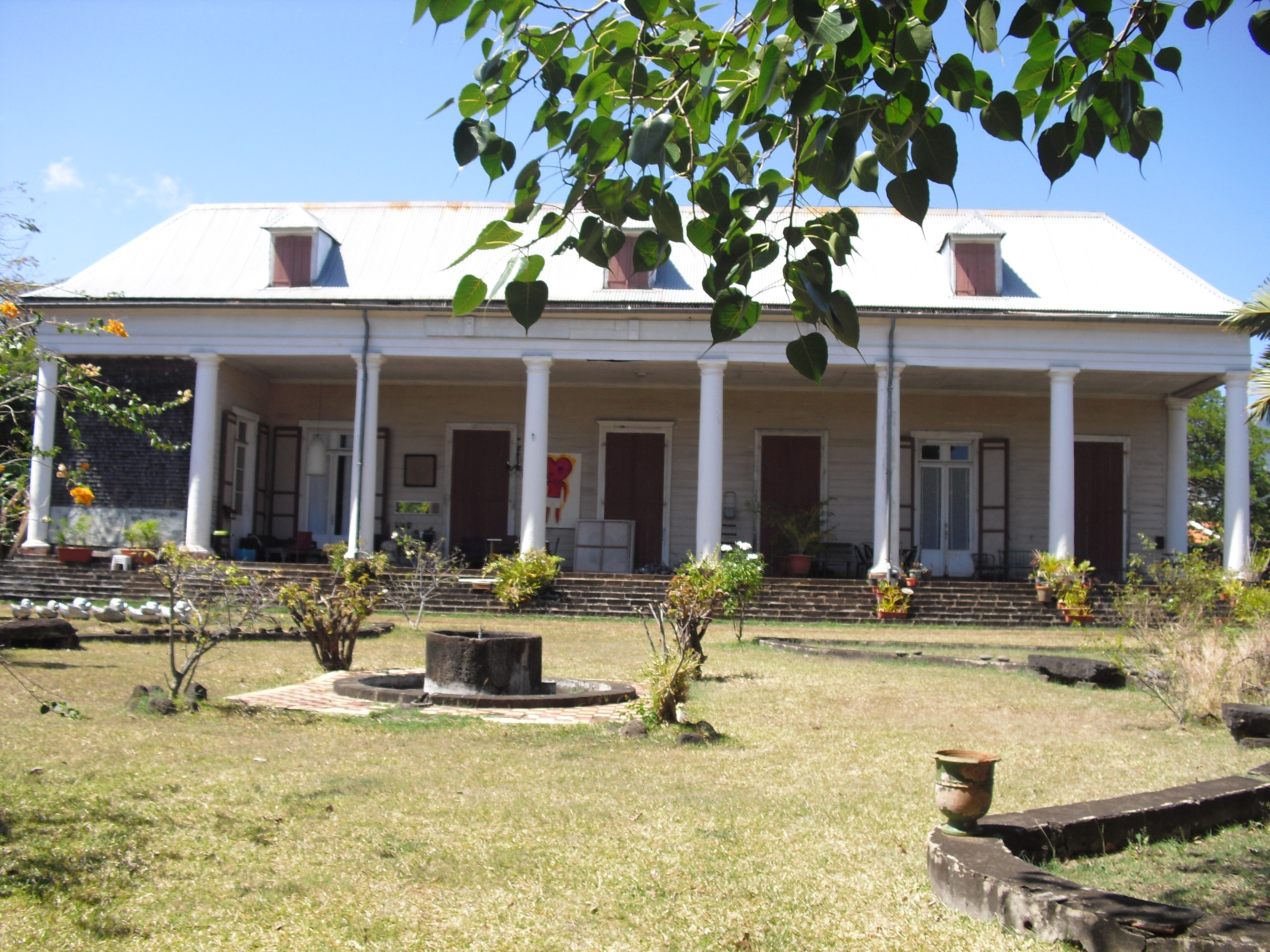
La maison des maîtres de l'habitation du Chaudron.

## Patrimoine
- Domaine du Chaudron (bâtiments classés et inscrits monuments historiques).

## Économie
Le marché du Chaudron s'y tient tous les mercredis et dimanches matin.

## Personnalités liées au quartier
Malgré les difficultés économiques du quartier, cette petite ville dans la ville a réussi à forger son histoire autour de points plus positifs tels que les moments de gloire de l'AS Chaudron[réf. souhaitée] ou encore la musique avec notamment le groupe reggae Kom Zot. Le Chaudron était autrefois le terrain d'action de Jean Ivoula, homme politique qui a, entre autres, aidé à l'insertion des jeunes du quartier.